# 常绿阔叶林
湿性常绿阔叶林是一种WWF定义的栖地生境及以此为代表的生物群系，全称熱帶及亞熱帶的濕性闊葉林（英語：tropical and subtropical moist broadleaf forests），包含如下几种密切相关的生态系统：
- 热带山地常绿云林；
- 低地赤道常綠雨林
- 熱帶季雨林或稱熱帶半常綠林、熱帶濕性落葉林等；
- 熱帶洪溢林；
- 熱帶泥炭沼澤森林；
- 亞熱帶季雨林，又称照葉林、亞熱帶（半）常綠闊葉林。

由于此类生物群系常常以热带雨林或亚热带季雨林为中心，在不严格的情况下也可将其称作“某某（亚）热带雨林”。

## 区分
生态学中“常绿”属相对概念，指一大类生态系统中相对不落叶的亚型。例如“热带湿性落叶林”或“热带半常绿季雨林”可能仅有少量落叶，而“常绿旱生阔叶林”在旱季树冠层已大面积脱落，“亚热带半常绿阔叶林”则在冬季比较冷的年份像落叶阔叶林一样普遍脱落。此WWF定义的湿性常绿阔叶林生物群系中的所有亚型其常绿水平均达到或超过照叶林。温带地区存在类似的溫帶季雨林如溫帶半常綠闊葉林，不属于此类生物群系。
此外，在中国大陆的语境中，尽管雨林多为阔叶树种，“阔叶林”专指雨林以外的阔叶林，因此“常绿阔叶林”指的是和雨林相比有一定落叶的阔叶林，只是比一般的阔叶林（非雨林）更常绿一点。在该语境中，“温带雨林”（如云南和智利的分布）是完全不存在的，“亚热带雨林”也是不存在的（最多有季雨林），而西双版纳的属于“热带季雨林”，此时本生态群系应称作湿性或半湿润的亚热带及热带阔叶林乃至雨林。这一用语方式与西方多种承认温带雨林的分类方式的存在差别。
一般来说常绿阔叶林不包括旱生的常绿硬叶阔叶林，旱生常绿硬叶阔叶林会直接简称硬叶林，但“浓密常绿阔叶灌丛”是专指旱生硬叶的特例。这类硬叶林一般属于地中海疏林生物群系，有的也会分布于旱生林群系或疏林莽原群系。

## 典型代表
最著名的常绿阔叶林是亚马孙雨林所在的亚马孙生态大区。
1. ↑  |  | 本條目含有的部分文本，以CC BY-SA 3.0授權條款釋出。 | World Wide Fund for Nature. .   [2019-05-29]. （原始内容存档于2011-04-01）.
2. ↑  参见中南半岛东南旱生常绿林（英语：Southeastern Indochina dry evergreen forests）的WWF介绍专页。